# ليزلي دبليو. راسيل
ليزلي دبليو. راسيل (بالإنجليزية: Leslie W. Russell)‏ هو محامي وقاضي وسياسي أمريكي، ولد في 15 أبريل 1840 بقرية كانتون في الولايات المتحدة، وتوفي في 3 فبراير 1903 في الولايات المتحدة. حزبياً، نشط في الحزب الجمهوري. وقد انتخب عضو مجلس النواب الأمريكي.